# フダー・シャアラーウィー

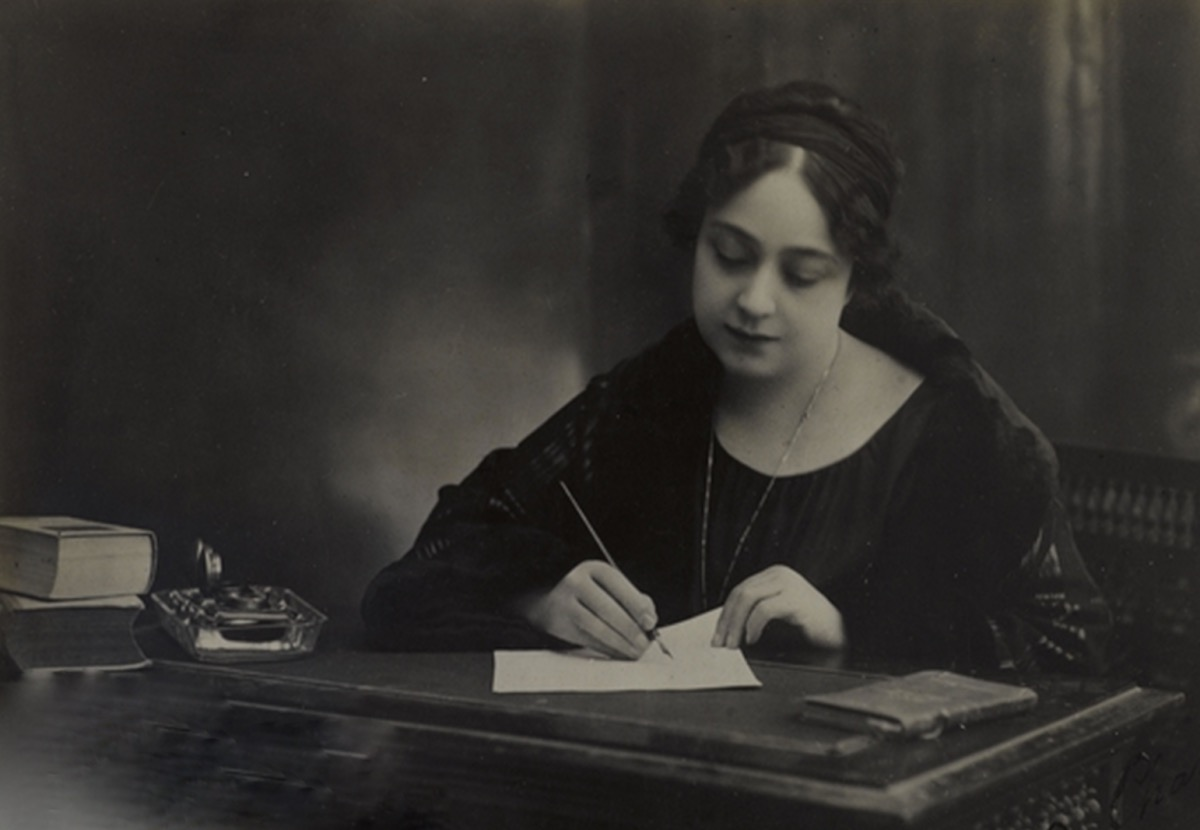
書斎で書き物をするフダー・シャアラーウィー。ヒジャーブ非着用である写真であることに注意。

フダー・シャアラーウィー（アラビア語: هدى شعراوي, ラテン文字転写: Hudā Shaʿarāwī）は、エジプトのフェミニズム史において初期フェミニストを代表する女性。女性参政権付与論者（サフラジェット）、国民主義者（ナショナリスト）でもある。エジプト・フェミニスト連合を創設した。1922年にローマで開催されていた国際女性参政権会議に参加し、帰国時に当時のエジプト女性の間で慣習化されていた被り物のヴェール（ヒジャーブ）を外したことで知られる。

## 前半生
より詳しい名前は、ヌールル・フダー・ムハンマド・スルターン・シャアラーウィー（アラビア語: نور الهدى محمد سلطان الشعراوي, ラテン文字転写: Nūr al-Hudā Muḥammad Sulṭān al-Shaʿarāwī）という。1879年に上エジプトの町、ミンヤーの名家、シャアラーウィー家に生まれた。父のムハンマド・スルターン・バーシャー・シャアラーウィーは広大な土地を所有する地主で、のちにエジプト議会の議長を務めた。母のイクバール・ハーニムは幼いころにコーカサス地方から一族ぐるみでエジプトに移住したチェルケス人である。シャアラーウィーは幼いころから男兄弟とともに、文法や書道、外国語などの教育を受けた。幼少期から青年期にかけての彼女は、エジプトの上流階級の世界に身を置いて、他の階級とは関わっていなかった。
1892年、13歳のときに年の離れた従兄弟と結婚した。夫のアリー・シャアラーウィーは当時、40歳代後半、一族の中で最年長の男性であった。彼はまた、父ムハンマド・スルターンが子どもたちのワリー（監護者）として指名し、自身の遺産の管財人にも指名した人物であった。同居生活は15か月ほどしか続かず、シャアラーウィーは母親の家に戻った。以後の7年間、夫と別れて生活した。シャアラーウィーの回顧録の翻訳者 Margot Badran によると、別居生活は結果的に教育を受ける期間の延長と、夫に頼らず物事を自分で決定する経験を彼女にもたらした。
1900年に一族のプレッシャーを受けながら夫と和解し、1901年ごろ、夫婦でフランスのパリへ旅行。エジプトよりも自由な欧州の女性たちを目にすることになった。1903年に娘を、1905年に息子を出産した。

## 民族主義とのかかわり
Allam (2017)によると、1919年のエジプト革命は、女性が主導したイギリスからの、そして男性の民族主義運動家からのエジプト独立運動である。シャアラーウィーのようなエジプトのエリート層の女性が抗議の群衆を率いる一方で、下層の女性や地方出身の女性たちは男性の運動家を援助したり彼らに混じって街頭の抗議デモに参加したりした。革命当時、シャアラーウィーの夫パシャ・シャアラーウィーはワフド党の副議長を務めていた。革命の間、彼女は夫とともに活動した。パシャは自分やワフド党の誰かが逮捕されたときに備えてシャアラーウィーと情報を共有し、彼女はいつでも彼らの仕事を代行できた。革命の翌年、1920年1月12日にワフド党女性部中央委員会が結成され、抗議活動に参加した女性の多くが委員として参加した。彼女らによる選挙により、初代委員長にシャアラーウィーが就任した。
1938年にカイロで開催された東洋女性会議においてはシャアラーウィーと東洋女性連合がホストを務め、パレスチナの防衛を議題にした。
1945年には国家から栄典の授与を受けた。

## フェミニズムとのかかわり

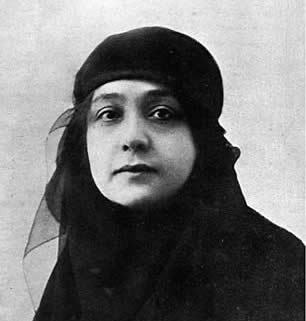
ヒジャーブを捨て去る前のフダー・シャアラーウィー

当時のエジプト女性はハレムと呼ばれる家の奥に閉じ込められており、シャアラーウィーはこのような女性の置かれた状況を非常に遅れたものとみなしていた。女性の活動を制限するこのような状況に怒り、最終的に女性たちを啓蒙する活動を始めた。彼女の活動が実り、多くの女性が家を出て、はじめて街の公共空間に行くようになった。シャアラーウィーはまた、エジプトの貧しい女性たちのために資金を集め、女性福祉協会を設立する計画に援助してくれるよう、彼女らを説得した。1910年にシャアラーウィーが設立した女学校は、たとえば産婆養成のような実務的な学校というよりは、より高度な学術を志向する性格の学校であった。
1922年にシャアラーウィーは、ヒジャーブをかぶるのをやめる決心をした。夫が亡くなったのち、イタリアのローマで開催された女性参政権付与国際会議の第9回会合から帰国したあとのことである。シャアラーウィーの行為はエジプトの女性史における事件であった。彼女のところに会いに来た女性たちはみな、最初こそ驚いたがすぐに拍手喝采し、中にはみずからヒジャーブを脱ぐ者もいた。
シャアラーウィーの社会への反抗から10年間は多くのエジプト女性がヒジャーブの着用をやめたが、その後、運動は退潮へと向かう。シャアラーウィーの運動はフランス生まれのエジプト人女性フェミニスト、ウジェーニ・ルブラン Eugénie Le Brun に影響を受けたものだが、マラク・ヒフニー・ナースィフのようなエジプト人女性フェミニストの考えとは大きく異なっていた。シャアラーウィーは1923年にエジプト・フェミニスト連合を設立し、自ら初代の委員長になる。エジプト・フェミニスト連合は20世紀はじめごろのリベラル・フェミニズムを特徴としており、結婚や離婚、子育てといった分野で個人の自由を制限する法律を改革していった。
シャアラーウィーは若い娘のころから、自分が着る服を誰かに買ってこさせるのではなく、自分でアレクサンドリアの百貨店に出向いて買ってくるほど独立心の旺盛な女性であった。ムバッラト・ムハンマド・アリーとともに、1909年に女性のための社会奉仕団体を設立し、1914年には初めてヨーロッパを訪問、帰国後にエジプト人女性のための知的交流団体を設立した。1919年のエジプト革命においては、はじめて女性が参加した街頭デモを率い、革命後はワフド党女性部中央委員会の委員長に選出された。自宅で定期的に女性のために会合を開き、ここからエジプト・フェミニスト連合の設立につながった。1925年にはフェミニズムを広く世にひろめるため、隔週刊誌の『レジプティエンヌ』 L'Égyptienne の刊行を始めた。

## アタテュルクとのかかわり
第12回の国際女性会議は、1935年4月18日、トルコのイスタンブルで開催され、フダー・シャアラーウィーは会議の議長を務めた。国際女性会議はシャアラーウィーを国際女性連合の副委員長に選出し、シャアラーウィーがアタテュルクを範として行動することを議論した。
後年の回顧録によると、「イスタンブルでの会議の後、私たちはムスタファ・ケマル・アタテュルクがホストする祝賀会に招かれた。あの近代トルコの解放者である。彼の執務室の隣にあるサロンでは、招待客が半円を作って待機しており、そこに、扉が開いて気品を漂わせたアタテュルクが入ってきた。招待客と順に話を交わすアタテュルクが私の前に来た時、私は通訳なしで直接、トルコ語で」、会話したという。シャアラーウィーは「トルコ人があなたのことをアタテュルク（トルコの父）と呼びますが、私はそれでは十分ではなく、あなたは私たちにとってアタシャルク（東方諸国の父）です」とも言い、称賛した。